# 3213 Smolensk
3213 Smolensk este un asteroid din centura principală, descoperit pe 14 iulie 1977 de Nikolai Cernîh.